# ゲット・リズム
『ゲット・リズム』（Get Rhythm）は、アメリカ合衆国のミュージシャン、ライ・クーダーが1987年に発表した、サウンドトラック・アルバムを除けば通算10作目のスタジオ・アルバム。

## 背景
クーダーは1980年代を通じて映画のサウンドトラック制作で多忙となっており、純粋な意味でのソロ・アルバムとしては『スライド・エリア』（1982年）以来5年ぶりの作品となった。「アクロス・ザ・ボーダーライン」は、1981年に日本のテレビCMのために作った曲が元になっており、1982年の映画『ボーダー』のサウンドトラックにはフレディ・フェンダーと共に録音したヴァージョンが提供され、本作における再録音では俳優のハリー・ディーン・スタントンがゲスト参加した。

## 反響・評価
アメリカでは12週Billboard 200入りするが、大きな成功には至らず、最高177位に終わった。イギリスでは本作が全英アルバムチャートで75位に達し、1988年にはシングル・カットされたタイトル曲が全英シングルチャートで93位を記録して、自身初の全英トップ100シングルとなった。
Bob Gottliebはオールミュージックにおいて5点満点中3点を付け、全体像に関して「ここに収録された9曲は、各々異なる種類のリズムを主題としている」、エルヴィス・プレスリーのカヴァー「オール・シュック・アップ」に関して「エルヴィスの4曲分をも上回るほどの軽快なリズムが詰め込まれている」と評している。また、『アンカット』誌の2014年の記事「Ry Cooder - 1970 - 1987」では、ジョニー・キャッシュの「ゲット・リズム」、チャック・ベリーの「13クエスション・メソッド」、プレスリーの「オール・シュック・アップ」といったカヴァー曲が「型にはまっている」と評されている一方、オリジナル曲に関して「騒々しい"Going Back to Okinawa"と、悲しみに満ちた"Across the Borderline"が出色である」と評されている。
本作に収録された「オール・シュック・アップ」のカヴァーは、1988年の映画『カクテル』のサウンドトラックに提供された。

## 収録曲
1. ゲット・リズム - Get Rhythm (Johnny Cash) - 3:17
2. ロー・コモーション - Low - Commotion (Ry Cooder, Jim Keltner) - 3:09
3. ゴーイング・バック・トゥ・オキナワ - Going Back to Okinawa (R. Cooder) - 4:42
4. 13クエスション・メソッド - 13 Question Method (Chuck Berry) - 3:39
5. 女が世界を支配する - Women Will Rule the World (Raymond Quevedo) - 5:51
6. オール・シュック・アップ - All Shook Up (Elvis Presley, Otis Blackwell) - 3:30
7. アイ・キャン・テル - I Can Tell by the Way You Smell (Walter Davis) - 4:33
8. アクロス・ザ・ボーダーライン - Across the Borderline (R. Cooder, Jim Dickinson, John Hiatt) - 6:17
9. レッツ・ハヴ・ア・ボール - Let's Have a Ball (Alden Bunn) - 5:50

## 参加ミュージシャン
- ライ・クーダー - ボーカル、ギター
- ヴァン・ダイク・パークス - キーボード
- ホルヘ・カルデロン - エレクトリックベース
- ブエル・ネイドリンガー - アコースティックベース(on #6, #8)
- ジム・ケルトナー - ドラムス
- ミゲル・クルス - パーカッション
- フラコ・ヒメネス - アコーディオン
- スティーヴ・ダグラス - サクソフォーン
- ボビー・キング、テリー・エヴァンス、アーノルド・マッカラー - バックグラウンド・ボーカル
- ラリー・ブラックモン（英語版） - バックグラウンド・ボーカル(on #6)
- ハリー・ディーン・スタントン - バックグラウンド・ボーカル(on #8)